# 서울 무지개
"서울 무지개"는 1989년에 개봉한 대한민국의 영화이다.

## 캐스팅
- 강리나 : 유라 역
- 김주승 : 준 역
- 박영규 : 표 사장 역
- 이동준 : 큐 역
- 김성수 : 쟈니 홍 역
- 김길호 : 어른 역
- 주호성 : 오 기자 역
- 전무송 : 나 화백 역
- 김지현 : 허 기자 역
- 신충식 : 박 데스크 역
- 최선자 : 가정부 역
- 조학자 : 여의사 역
- 유명순 : 수간호원 역
- 김선화 : 수간호원 역
- 윤일주 : 남의사 역
- 김기범 : 남의사 역
- 손전 : 남의사 역
- 소비아 : 모델 진 역
- 양수경 : 모델 선 역
- 김아정 : 모델 미 역
- 차미란 : 모델 1 역
- 오미연 : 모델 2 역
- 이석구 : 보디가드 역
- 권순철 : 박 부장 역
- 최재호 : 전무 역
- 박영로 : 극중 남주인공 역
- 김수현 : 병원 의사  역 (특별출연)

## 수상
- 1989년 제25회 백상예술대상
  - 영화부문 대상
  - 영화부문 작품상
  - 영화부문 감독상 - 김호선
- 1989년 제27회 대종상
  - 감독상 - 김호선
  - 신인남우상 - 이동준
  - 신인여우상 - 강리나
  - 미술상 - 조융삼
  - 음악상 - 신병하
  - 촬영상 - 서정민
  - 편집상 - 현동춘